# Louis Lansana Beavogui
Louis Lansana Beavogui (Macenta, 28 de diciembre de 1923-Conakri, 19 de agosto de 1984) fue un político guineano. Fue Primer ministro de su país desde 1972 hasta 1984 y fue brevemente presidente provisional en el año 1984.

## Carrera política
Beavogui, un miembro del grupo étnico Toma, nació en Macenta, situada en el sur de Guinea, y se formó en la ciudad senegalesa de Dakar para convertirse en un médico. Fue elegido como alcalde de Kissidougou, cuando tenía 31 años, y fue destinado a la Asamblea Nacional de Francia en enero de 1956 como uno de los tres diputados que representaban a Guinea francesa. Bajo la presidencia de Ahmed Sékou Touré, Béavogui fue designado por el gobierno como ministro de Asuntos Económicos y Planificación de Guinea, cuando obtuvo su independencia en 1958, y fue nombrado ministro de Relaciones Exteriores en 1961. Después de que el gobierno de Guinea diera asilo a Kwame Nkrumah, el depuesto presidente de Ghana, para que pueda vivir en el exilio en Guinea, las autoridades de Ghana detuvieron a Béavogui en el aeropuerto de Acra, mientras se dirigía a Etiopía para una conferencia de la Organización de la Unidad Africana en octubre de 1966. Se mantuvo como ministro de Relaciones Exteriores hasta mayo de 1969, cuando fue trasladado de nuevo a su posición como ministro de Economía.
Al final del IX Congreso del gobernante Partido Democrático de Guinea (PDG), el 25 de abril de 1972, el presidente Touré dijo que Béavogui se convertiría en primer ministro, posición que no había existido anteriormente. Béavogui fue primer ministro del 26 de abril de 1972-3 de abril de 1984.

## Presidencia y derrocamiento
Touré murió el 26 de marzo de 1984. Béavogui sucedió a Touré como presidente y actuó como Presidente interino hasta el 3 de abril, cuando fue depuesto en un golpe militar dirigido por Lansana Conté y Diarra Traoré.
Tras el golpe de Estado, Béavogui fue encarcelado en Kindia hasta que fue llevado a Conakri para recibir tratamiento médico. Louis Lansana Beavogui murió de diabetes mientras estaba hospitalizado en Conakri en agosto de 1984.

| Predecesor: Ahmed Sékou Touré | Presidente de la República de Guinea (interino) 1984  | Sucesor: Lansana Conté |
| Predecesor: Cargo creado      | Primer ministro de la República de Guinea 1972 - 1984 | Sucesor: Diarra Traoré |